# Долматов-Карпов, Лев Иванович
Лев Иванович Долматов-Карпов — воевода и окольничий во времена правления Михаила Фёдоровича.

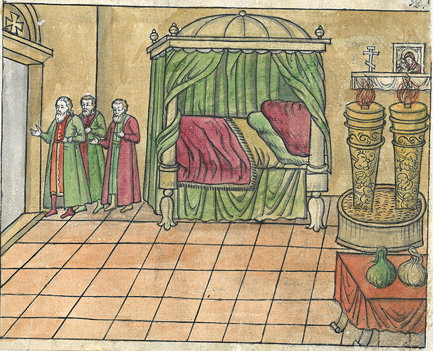
"А постелю слали в сеннике боярин Федор Иванович Шереметев да окольничей Лев Иванович Карпов, да Лукьян Степанович Стрешнев и друшки, и свахи, и спальники, которые живут у государя в комнате, на снопах ржаных, а наверх того семь перин и бумажников изголовей бархатных и камчаты» Миниатюра XVII в.

Из дворянского рода Долматовы-Карповы, ветви Карповы, Рюриковичи. Младший сын воеводы и наместника Ивана Долматовича. Имел брата боярина Бориса Ивановича.

## Биография
В 1619 году прислан к Государю от митрополита Филарета Никитича спросить о здоровье. В 1622 году по указу Государя ездил почивать турецкого посла. В сентябре 1624 года на свадьбе царя Михаила Фёдоровича с княжной Марией Владимировной Долгоруковой в свадебном поезде стоял у места и шёл перед царицыным изголовьем. В этом же году во время государева стола при кизилбашском после за государевым поставцом сидел. В 1626 году пожалован в окольничие, феврале, на втором бракосочетании царя Михаила Фёдоровича с Евдокией Лукьяновной Стрешневой был вторым для бережения у сенника и постели новобрачных. С 1628/29-1631 судья в приказе Сыскных дел. В 1628-1629 годах неоднократно приглашался к государеву столу. В мае и июне 1629 года оставлен вторым для охраны Москвы во время царского богомолья в Троице-Сергиев монастырь, в августе с патриархом Иосафом I и царём обедал в столовой келье патриарха.  С 1629-1633 год первый судья в Печатном приказе. В  1629 году вновь оставлен для охраны столицы, неоднократно приглашался к царскому столу на именины царской семьи. В 1631 году оставлен вторым для оберегания Москвы, в декабре третий в ответе с голландским послом. В октябре 1632 года оставлен вторым для охраны столицы, в декабре обедал с царём у патриарха. В 1633 году собирал подводы с дворян, в июле представлял Государю немецкого посла и привезённые им дары. В феврале 1634 года представлял Государю и патриарху в Золотой палате турецкого посла, неоднократно обедал у Государя.  В этом же году послан в Валуйки для размена посольств. В 1635-1636 году неоднократно на именины царской семьи и праздники обедал у Государя и патриарха. В апреле 1637 года первый воевода в Мценске для охраны от прихода крымских войск.
Умер в 1643 году.
По родословной росписи показан бездетным.